# Gaetano Canelles
Gaetano Canelles (Cagliari, 11 gennaio 1876 – Cagliari, 2 aprile 1942) è stato un poeta e magistrato italiano, personalità di spicco della Cagliari della prima metà del XX secolo.

## Biografia
Appartenente ad una storica famiglia cagliaritana, don Tatàno nacque da don Efisio e donna Anna Ballero nel quartiere di Castello a Cagliari.
Si laureò in giurisprudenza all'università di Cagliari e iniziò presto la carriera forense, favorita dalla ampia cultura storica e letteraria (tra i suoi avi diretti si può ricordare Giuseppe Zatrillas uno dei più celebri letterati spagnoli del XVII secolo).
Personalità di spicco nella società di Cagliari, si è distinto per aver composto diversi lavori poetici sia in casteddaiu, la versione propria del suo quartiere (e che ha tradizioni letterarie) della lingua sarda campidanese sia in cagliaritano popolare.
Ebbe molta notorietà come pubblico ministero ma la sua maggiore celebrità la raggiunse componendo poesie e composizioni in versi popolari, raccontando e descrivendo in modo talvolta provocatorio la vita e la società cagliaritana in piena trasformazione dopo la fine della prima guerra mondiale.
Si è dedicato a diversi studi giuridici; è del 1904  la sua pubblicazione riguardante le possibili applicazioni del primo capoverso dell'articolo 203 del Codice penale..
Negli anni trenta ricoprì la carica di sostituto procuratore generale del re presso la corte d'appello della Sardegna.

## Matrimonio
Si sposò nel 1900 con Regina Cocco Alberti, appartenente all'alta borghesia cagliaritana, da cui ebbe Enrica, Caterina, Anna ed Efisio. La moglie ed Enrica morirono prematuramente a distanza di pochi anni.
In seguito si risposò con Giuseppina Puddu, appartenente ad una famiglia nobile originaria della Marmilla, da cui ebbe Maria Priama, Nicolò, Maria Cecilia e Cosimo.

## Poesie
I lavori sono ricchi di contrasti emotivi, sociali e morali, uniti spesso tra loro da una sottile e tagliente vena umoristica.
Le tematiche trattate sono fortemente legate ai luoghi raccontati ed ai personaggi descritti, spesso contestualizzati nella società cagliaritana degli anni venti e trenta del XX secolo.
- A sa pischera de Ponti
- Is tempus de oi (Al giorno d'oggi)
- Sa litturina (La littorina)
- Sant'Efis (Sant'Efisio)
- Sordaus avieris e marineris (Soldati, aviatori e marinai)
- Su "don" de is preris sardus (Il "don" dei preti sardi)
- Su majolu (Il "maiolo")
- Su "Surcu"
- A Pinella

## Saggi
- Sull'applicabilità del primo capoverso dell'art. 203 del Codice penale, C. Tessitori, 1904.